# Human (album Three Days Grace)
Human – piąty album studyjny kanadyjskiej grupy rockowej Three Days Grace wydany w marcu 2015.

## Spis utworów
Opracowano na podstawie materiału źródłowego.
1. Human Race
2. Painkiller
3. Fallen Angel
4. Landmine
5. Tell Me Why
6. I Am Machine
7. So What
8. Car Crash
9. Nothing's Fair In Love And War
10. One Too Many
11. The End Is Not The Answer
12. The Real You